# Júpiter Tonante

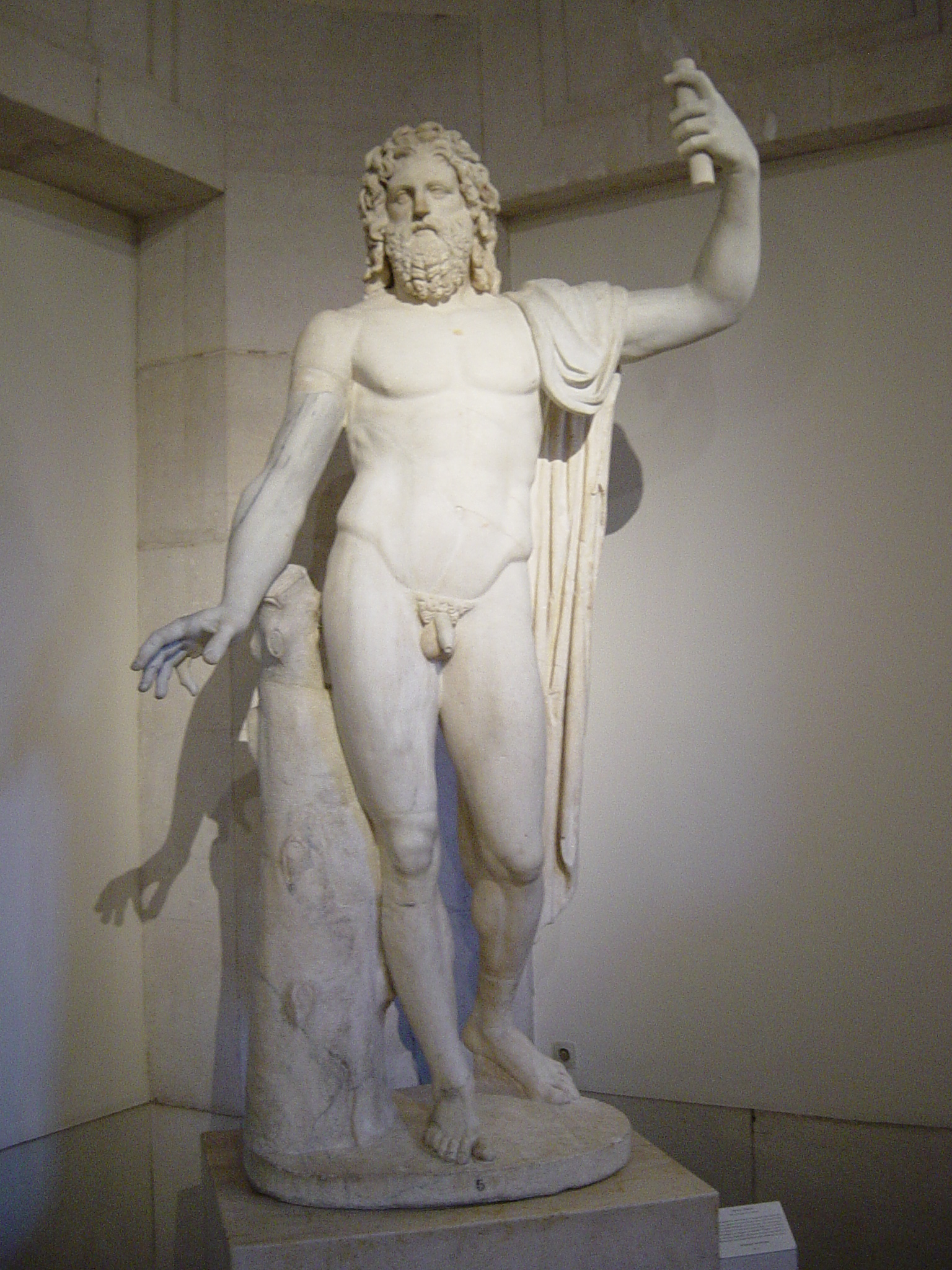
Jupiter Tonans, Júpiter Tonante, posiblemente reflejando la imagen de culto del templo de Júpiter Tonante en Roma (colección real española, del Museo del Prado).

Jupiter Tonans, o, en la ortografía latina, Iuppiter Tonans ("Júpiter el Tronador") era el aspecto (numen) de Júpiter venerada en el Templo de Iuppiter Tonante, que prometió Augusto en el año 26 aC y fue construido en el 22 aC en la Colina Capitolina; porque el emperador había escapado por poco de ser alcanzado por un rayo durante la campaña en Cantabria. Un antiguo templo en el Campo de Marte había sido dedicado con anterioridad a Iuppiter Fulgens. La imagen original de culto instalada en el santuario por su fundador fue realizada por Leocares, un escultor griego del siglo IV antes de nuestra era.
En el siglo I Vitruvio observó (De architectura I.2.5) la conveniencia o decoro requerido para los templos de Júpiter Tonante, que sean Hypaethrales, abiertos al cielo. El poeta del siglo I Lucano también menciona el templo de Júpiter Tonante en Roma (De Bello Civili II.34).
La escultura en el Museo del Prado es considerada como un reemplazo del siglo posterior encargado por Domiciano. La restauración de los brazos, de la época barroca, ha dado a Júpiter un cetro-bastón de mando en la mano levantada. 